# Rhosus albiceps
Rhosus albiceps är en fjärilsart som beskrevs av Max Wilhelm Karl Draudt 1919. Rhosus albiceps ingår i släktet Rhosus och familjen nattflyn. Inga underarter finns listade.